# ノーマン・ロックウェル
ノーマン・ロックウェル（Norman Rockwell、1894年2月3日 - 1978年11月8日）は、アメリカ合衆国の画家、イラストレーター。軽いタッチでアメリカ合衆国の市民生活を描き、アメリカ合衆国で幅広い大衆的人気を持つ。

## 略歴
祖先はイングランド系。ニューヨークで生まれ、美術学校を出てから、アメリカ・ボーイスカウト協会の雑誌などに絵を書き始める。ボーイスカウト運動に対して多大な貢献を果たしたことに対して、後に、世界で十数人しか与えられていない功労賞であるシルバー・バッファロー章が贈られている。田舎町の庶民の哀歓や暖かな人間関係を描いた画家だが、彼自身が育った家庭はそれとは異なり、大都市の裕福な家庭に生まれ、両親に対して親愛の情を抱くことがなかったという。
彼の絵は1916年から1963年にかけて『サタデー・イブニング・ポスト』紙の表紙を飾ったが、とりわけ1940年代から1950年代のものが人気がある。彼の絵は商業主義的で一部の近代美術批評家からはまじめな画家とは扱われず、イラストレーターと呼ばれることもあるが、アメリカ合衆国の市民生活の哀歓を巧みに描き、アメリカ人の心を捉えているため、最もアメリカ的な画家のひとりともいえる。
ユーモラスな作品が多い一方、後期の代表作「The Problem We All Live With」では、人種差別的な悪戯書きがなされトマトが投げつけられた壁の前を、連邦保安官に守られながら通学する幼い黒人少女の姿（公民権運動の一環として、白人の学校に通おうとする場面）を描いており、社会性の強い、激しい一面も見せた。
多作であり、生涯に2000を超える作品を描いたが、1943年に彼のスタジオで起きた火事で多くの作品が焼失し、残った作品もほとんどが美術館の恒久的所蔵品となっている。また、彼に作品を依頼して表紙などに使った雑誌で、完全な状態で残っているものは極めて少ないため、発見されると高額の値が付くこともある。2006年には、1954年の作品である『息子の旅立ち』が1542万USドル（当時のレートで約17.8億円）で落札された。アイゼンハワーやジョン・F・ケネディ、リンドン・ジョンソンなど政治家の肖像を描いたこともある。

## 主な作品

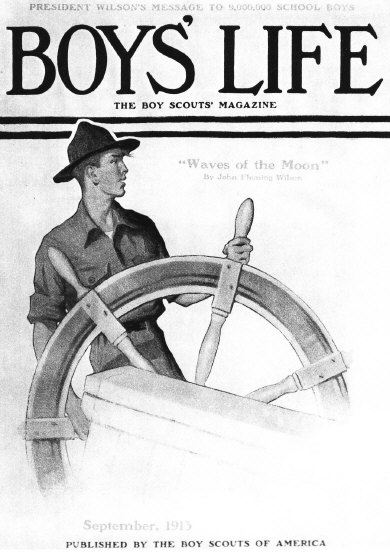
舵を操る少年（1913年）
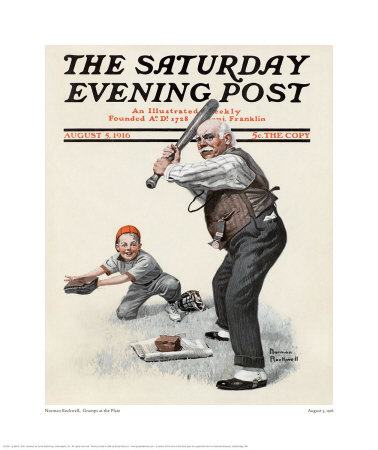
打席とホームベース（1916年）
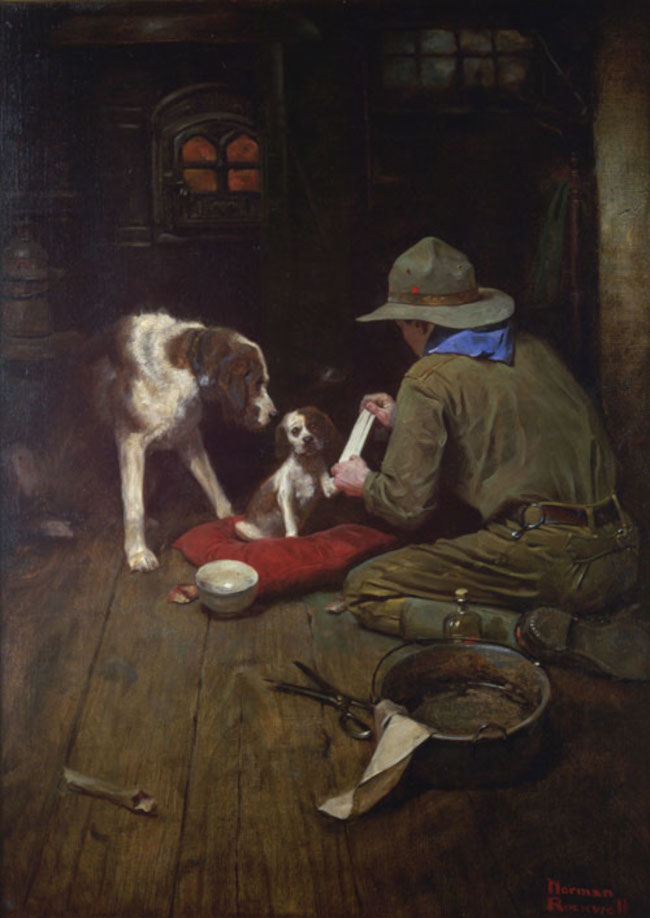
犬の親子とボーイスカウト（1918年）
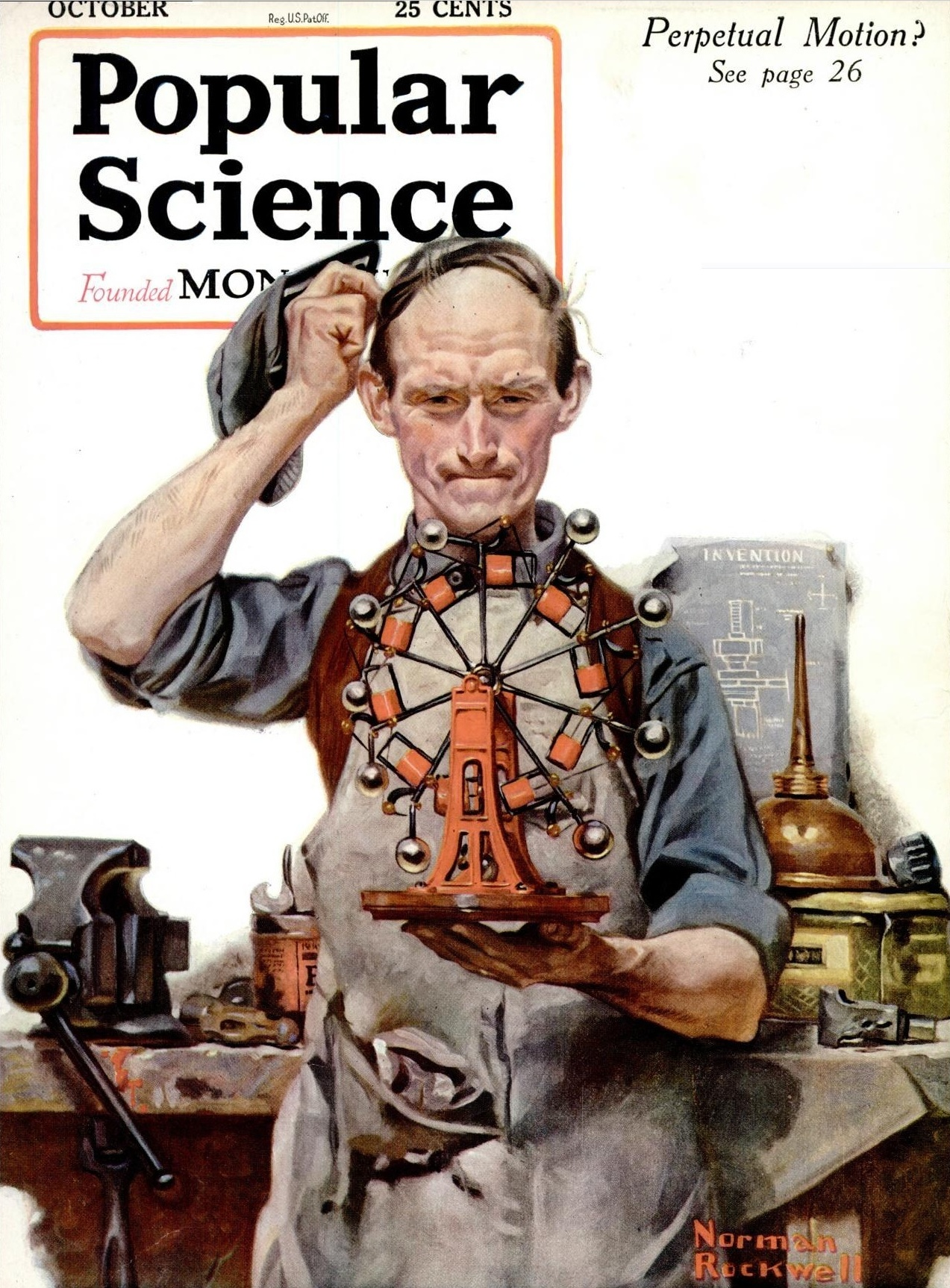
永久機関？（1920年）